# Brian Hibbard
Brian Hibbard (26. listopadu 1946 – 17. června 2012) byl velšský herec a zpěvák. Narodil se ve městě Ebbw Vale na jihovýchodě Walesu a studoval na místním gymnáziu. V roce 1982 založil a cappella skupinu The Flying Pickets. Skupinu později opustil a začal se primárně věnovat herectví. Hrál například ve filmech Twin Town (1997) a Rancid Aluminium (2000) či seriálech Pán času a Coronation Street. Zemřel na karcinom prostaty ve věku 65 let.